# Fresney-le-Puceux
Fresney-le-Puceux é uma comuna francesa na região administrativa da Normandia, no departamento Calvados. Estende-se por uma área de 9,61 km². Em 2010 a comuna tinha 827 habitantes (densidade: 86,1 hab./km²).